# Отделение железной дороги
Отделение железной дороги — структурное подразделение железной дороги. Вышестоящая инстанция — управление дороги.
Основной задачей является контроль и общее руководство за структурными подразделениями, входящих в отделение.
Например, в состав Алтайского отделения Западно-Сибирской железной дороги входят: 
- 7 дистанций пути (ПЧ):

1. Алтайская ПЧ-16
2. Барнаульская ПЧ-17
3. Рубцовская ПЧ-18
4. Заринская ПЧ-19
5. Кулундинская ПЧ-22
6. Каменская ПЧ-25
7. Сузунская ПЧ-26;

- 3 дистанции сигнализации, централизации и блокировки (ШЧ):

1. Алтайская ШЧ-10
2. Барнульская ШЧ-11
3. Каменская ШЧ-15

- 3 дистанции электроснабжения (ЭЧ):

1. Алтайская ЭЧ-9
2. Барнаульская ЭЧ-10
3. Каменская ЭЧ-13;

- 2 локомитивных дэпо (ТЧ):

1. Алтайское ТЧ-34,
2. Барнаульское ТЧ-7;

- 1 дистанция защитных лесонасаждений - Алтайская ПЧЛ-3;
- 1 региональный центр связи РЦС-4;
- 1 информационно-вычислительный центр: ИВЦ.

Состав аппарата управления:
- начальник отделения дороги — НОД;
- несколько заместителей — зам. НОД;
- главный инженер — НОДГ;
- технический отдел — НОДтех;
- ревизорский аппарат — УРБ;
- отдел кадров — НОДК;
- фин.отдел — НОДФ;
- экономический отдел — НОДБФ;
- проектно-сметная группа — ПСО;
- отдел пути — НОДП;
- отдел энергетики — НОДЭ;
- отдел сигнализации, централизации и блокировки — НОДШ;
- отдел труда — НОДЗ.

Отделы руководят работой соответствующих структурных подразделений, например, отдел пути — дистанциями пути.